# Daniel Borrey
Daniel (Dan) Borrey (Brussel, 12 augustus 1945 - Villa Park, 25 januari 2003) was een Belgische atleet, die gespecialiseerd was in het polsstokhoogspringen en de tienkamp. Hij werd eenmaal Belgisch kampioen.

## Biografie
Daniel Borrey werd in 1965 Belgisch kampioen op de tienkamp. Hij verhuisde net als zijn broer Roland naar de Verenigde Staten. Hij bleef lang actief als polsstokspringer. In 1995 werd hij wereldkampioen bij de Masters in de leeftijdscategorie vanaf 45 jaar met een persoonlijk record van 4,60 m. Later dat jaar verbeterde hij ook het wereldrecord in de leeftijdscategorie vanaf 50 jaar.
Begin 2003 overleed Daniel Borrey.
Daniel Borrey was aangesloten bij Royal Cercle Athlétique Schaarbeek. Deze laatste club organiseert jaarlijks de atletiekmeeting Memorial Dan Borrey.

## Belgische kampioenschappen
| onderdeel | jaar |
| --------- | ---- |
| tienkamp  | 1965 |

## Persoonlijk records
| Onderdeel        | Prestatie | Datum        | Plaats  |
| ---------------- | --------- | ------------ | ------- |
| polsstokspringen | 4,60 m    | 19 juli 1995 | Buffalo |
| tienkamp         | 6225 p    | 1965         | Brussel |

## Palmares

### polsstokspringen
- 1966: 8e Europese indooratletiekspelen in Dortmund - 4,40 m

### tienkamp
- 1965:  BK AC - 6625 p